# Janoš Kühar
Janoš Kühar, slovenski duhovnik, nabožni pisatelj, fotograf in buditelj slovenske manjšine na Madžarskem, * 24. maj 1901, Gradišče, Tišina, † 6. september 1987, Gornji Senik, brat politika Štefana Küharja.
Rodil se je očetu Jožefu Küharju in Katarini Gomboc. Po končanem študiju bogoslovja v Sombotelu (1924) je sprva služboval v Žormotu (Rábagyarmat), bil 8 let katehet v Sombotelu ter v letih 1936-1987 župnik med porabskimi Slovenci na Gornjem Seniku, vmes pa v letih 1952−1957 pregnan v župnijo Izsákfa. Kühar je skoraj pol stoletja ohranjal slovensko narodno zavest v Porabju, posebno po 2. svetovni vojni, ko je bila slovenščina (prekmurščina) dovoljena samo v cerkvi. Ob uvedbi narodnega jezika v cerkvene obrede si je na listih pripravljal prirejena bogoslužna besedila v maternem jeziku slovenskega ljudstva. Sestavil je molitvenik in knjigo za katoliško bogoslužje, molitve in besedila je deloma prepisal iz starih prekmurskih knjig in katoliškega koledarja Kalendar Srca Jezušovoga. Hrvaški Lojze Markovič, župnik v Števanovcih je bil Küharjev pomočnik pri ohranitvi slovenskega jezika in narodne identitete v Porabju. Po Markovičevi smrti je prenehalo slovensko bogoslužje v Števanovcih.
V cerkvi Janeza Krstnika na Gornjem Seniku še vedno uporabijo Küharjeve nabožne knjige in molijo njegove slovenske molitve.

## Dela
- Meša z lüdstvom (1969)
- Hvalite Gospoda (1994)